# Леоново (Опочецький район)
Леоново (рос. Леоново) — присілок в Опочецькому районі Псковської області Російської Федерації.
Населення становить 0 осіб. Входить до складу муніципального утворення Варигинська волость.

## Історія
Від 2015 року входить до складу муніципального утворення Варигинська волость.

## Населення
| 2001 | 2002 | 2010 | 2013 | 2014 | 2015 | 2016 |
| ---- | ---- | ---- | ---- | ---- | ---- | ---- |
| 1    | ↗2   | ↘0   | →0   | →0   | →0   | →0   |